# Georges Lang

Georges Lang auf dem Meisterbild des FCW von 1908 (untere Reihe, Zweiter von rechts)

Georges Lang war ein Schweizer Fussballspieler (geboren in Winterthur; gestorben im Sommer 1959 ebenda), der beim FC Winterthur spielte und mit dem Verein zweimal Schweizer Meister wurde. Ausserdem spielte er für den FC Torino und den Le Havre AC.

## Biografie
Lang wechselte 1902 von den Winterthurer Junioren in die 1. Mannschaft. Dort bildete er in der Zeit nach dem Aufstieg 1905 zusammen mit Jacques Reich ein erfolgreiches Sturmduo und war unter anderem Bestandteil des Meisterteams von 1906 und 1908. Nach dem ersten Meistertitel war Lang im Oktober/November 1906 kurzfristig Trainer der 1. Mannschaft – wie zu dieser Zeit üblich, wurde der Trainer beim FCW noch aus den Reihen der Spieler gestellt. Von November 1907 bis April 1909 war er zusätzlich Vereinspräsident des FC Winterthur.
Lang absolvierte 1908 und 1909 zwei Spiele für die Schweizer Nationalmannschaft. Sein erstes war das zweite Spiel der Schweizer Nationalmannschaft überhaupt; es wurde am 8. März 1908 gegen Frankreich ausgetragen und ging 1:2 verloren. Sein zweites Spiel war – zugleich das vierte Spiel der Nationalmannschaft – am 4. April 1909 gegen Deutschland und ging mit 0:1 ebenfalls verloren.
Bei der Sir Thomas Lipton Trophy 1909, einem der ersten internationalen Fussballturniere der Welt, schoss der Mittelstürmer für den FC Winterthur beide Tore im Spiel gegen Torino XI, die den Schweizern den Einzug in den Final sicherten. Nach diesem Turnier wechselte der beidfüssige Stürmer am Ende der Saison, wie andere Winterthurer Spieler vom Schweizer Textil-Industriellen Alfredo Dick geholt, zum FC Torino, wo er mit 20 Toren in 14 Spielen zu einem der torgefährlichsten Stürmer der Saison weltweit avancierte.
Im Juni 1910 kehrte er wieder zu seinem Stammclub FC Winterthur zurück, bevor er 1911 in Mailand eine Kaderposition bei Fiat annahm. Später zügelte Lang nach Le Havre, wo er als Montage-Ingenieur arbeitete. Dort war er 1923 zusammen mit Jacques Reich auf einem Teamfoto des Le Havre AC zu sehen.
Später kehrte er nach Winterthur zurück, wo er im Sommer 1959 nach mehrmonatiger Krankheit starb.